# Acalolepta submaculata
Acalolepta submaculata är en skalbaggsart som först beskrevs av Gilmour 1947.  Acalolepta submaculata ingår i släktet Acalolepta och familjen långhorningar. Inga underarter finns listade i Catalogue of Life.